# Reith bei Seefeld
Pour les articles homonymes, voir Reith.
Reith bei Seefeld est une commune autrichienne du district d'Innsbruck-Land dans le Tyrol.